# Julia Leischik
Julia Anne Leischik (ur. 14 października 1970 w Kolonii) – niemiecka redaktorka i prezenterka telewizyjna.
W latach 2007–2011 prowadziła program – (niem.) "Vermisst" ("Zaginieni") w niemieckiej stacji telewizyjnej – RTL. Od 2011 roku współpracuje z niemiecką stacją telewizyjną – "Sat.1", w której prowadzi program – (niem.) "Julia Leischik sucht: Bitte melde dich" ("Julia Leischik szuka: Proszę – odezwij się"). 

## Życiorys
Leischik wychowywała się w Cham. Jednak od 1991 roku znowu mieszka w mieście, w którym się urodziła, w  Kolonii.
Po ukończeniu szkoły średniej, w latach 1991–1998 Leischik studiowała prawo i filologię włoską na Uniwersytecie w Mediolanie.
W latach 1998–1999 Leischik pracowała jako redaktorka dla "Voice Company". Później dla produkcji filmowej i telewizyjnej – "Filmpool", gdzie brała udział w opracowywaniu filmów dokumentalnych i fikcyjnych oraz programów sądowych. Do 2003 roku pracowała między innymi jako redaktor naczelny i producent telewizyjny.
Od jesieni 2003 roku Leischik przeszła do Endemol Shine Germany, gdzie współtworzyła i prowadziła program – (niem.) "Vermisst" ("Zaginieni"). Od 2010 roku była producentem wykonawczym tego programu. W 2011 roku prowadziła program – (niem.) "Verzeih mir" ("Wybacz mi"), który był podobny do programu – "Vermisst".
W latach 2011–2012 Leischik podpisała ekskluzywny kontrakt z programem – "Sat.1". Po dziś dzień Leischik współpracuje z tą telewizją i prowadzi program – (niem.) "Julia Leischik sucht: Bitte melde dich" ("Julia Leischik szuka: Proszę – odezwij się"). W stacji telewizyjnej – "Sat.1" Leischik prowadziła także dwa wydania programu – (niem.) "Zeugen gesucht – mit Julia Leischik" ("Poszukiwani świadkowie – z Julią Leischik"), a w 2016 roku jeden sezon z sześcioma odcinkami programu – "Verzeih mir" też na tym samym kanale.
W latach 2023–2024 Leischik prowadziła razem z Michaelem Strasser podcast – (niem.) "Julia Leischik: Spurlos" ("Julia Leischik: Bez śladu"), od kwietnia 2024 z Sylvią Lutz.
Od 2025 roku Leischik sama nagrywa podcast – "Julia Leischik: Spurlos".

## Życie prywatne
Julia Leischik jest mężatką i ma dwójkę dzieci – chłopca i dziewczynkę.

## Nagrody i wyróżniena
- W 2011 roku Leischik została nagrodzona nagrodą „Goldene Henne” za sukcesy telewizyjne[3].

## Działalność
- 1998–1999: dział "rozmów" (Voice Company)
- 1999–2003: produkcje filmowe i telewizyjne, filmy dokumentalne i fikcyjne, programy sądowe – opracowywanie filmów  (filmpool)
- od 2003: zajmowała się faktografią (Endemol)
- 2007–2011: Vermisst (RTL)
- 2011: Verzeih mir (RTL)
- 2011: Vermisst Spezial – Spurlos verschwunden (RTL)
- 2012: Zeugen gesucht – z Julią Leischik (Sat.1)
- od 2012: Julia Leischik sucht: Bitte melde dich (Sat.1)
- 2016: Verzeih mir (Sat. 1)
- 2022: Das Haus am Meer (Sat.1)
- od 2023: "Julia Leischik: Spurlos" (podcast)